# Aleksey Fatyanov
Aleksey Fatyanov, né le 14 juin 1969, est un athlète azerbaïdjanais, spécialiste du triple saut.

## Biographie
Il remporte la médaille d'or du triple saut lors des championnats d'Asie 1993, à Manille, avec la marque de 16,89 m. 

### Palmarès
| Date | Compétition         | Lieu     | Résultat | Épreuve     | Performance |
| ---- | ------------------- | -------- | -------- | ----------- | ----------- |
| 1993 | Championnats d'Asie | Manille  | 1er      | Triple saut | 16,89 m     |
| 1995 | Championnats d'Asie | Djakarta | 2e       | Triple saut | 16,68 m     |

### Records
| Épreuve     | Performance | Lieu | Date        |
| ----------- | ----------- | ---- | ----------- |
| Triple saut | 16,98 m     | Riga | 2 juin 1991 |